# Cricotopus cantus
Cricotopus cantus är en tvåvingeart som beskrevs av Roback 1960. Cricotopus cantus ingår i släktet Cricotopus och familjen fjädermyggor.
Artens utbredningsområde är Peru. Inga underarter finns listade i Catalogue of Life.